# Тальк (фільм)
«Тальк» (італ. Borotalco) — італійська сентиментальна кінокомедія 1982 року режисера Карло Вердоне. Це смішний фільм, наповнений пам'ятними сценами і веселими комедійними засобами. У фільмі особливо натхненний акторський склад (перш за все персонажі, яких зіграли Маріо Брега та Анджело Інфанті) та незабутня музика Лучіо Далли та Stadio.

## Сюжет
Серджіо Бенвенуті (Карло Вердоне) — комівояжер, агент торгової організації, який продає музичні платівки за винагороду, що залежить від кількості проданого товару. Однак він лагідний і боязкий хлопець і за перший тиждень роботи не уклав жодної торгової угоди. Щоб зрозуміти в чому полягають його помилки, він просить допомоги у Наді (Елеонора Джорджі), яка серед колег досягла найкращих результатів. Вона погоджується продемонструвати свої методи роботи в помешканні клієнта, але запізнюється, і Серджіо Бенвенуті сам потрапляє до житла колоритного, екстравагантного персонажа, який представляється як «Мануель Фантоні» (Анджело Інфанті), який розповідає про своє неймовірне життя та його близьке знайомство з багатьма італійськими та американськими знаменитостями. Та виявляється, що все це вигадки, «Мануель» насправді це Чезаре Кутікя, дрібний злочинець, якого згодом арештує поліція …

## Ролі виконують
- Карло Вердоне — Серджіо Бенвенуті
- Елеонора Джорджі — Надя Ванделлі
- Крістіан Де Сіка[it] — Марчелло
- Анджело Інфанті[it] — Мануель Фантоні/Чезаре Кутік'я
- Маріо Брега[it] — Августо
- Енріко Папа[it] — Крістіано
- Роберта Манфреді[it] — Роселла
- Моана Поцці[it] — іноземна подруга Мануеля Фантоні
- Ізабелла Де Бернарді — агент Вендіта

## Навколо фільму
- Італійська назва фільму «Borotalco» в перекладі означає «тальк», але насправді це торгова марка виробника косметики Manetti & Roberts, який вимагав змінити назву кінострічки, що збігалася з назвою їхньої марки. Однак, побачивши великий успіх фільму, компанія не вжила жодних заходів.[2]
- Назва фільму зародилася під час розмови Карло Вердена з Джорджі, коли він описував зміст майбутнього фільму телефоном. Він сказав: «Фільм легкий, як хмара, як тальк, тобі подобається така назва?».[3]
- Ім'я персонажа фільму Серджіо Бенвенуті є знаком поваги режисерові Серджіо Леоне та сценаристові Леонардо Бенвенуті[it], з якими часто працював Карло Вердоне.
- Акторку Моану Поцці[it], яка грає роль іноземної подруги Мануеля Фантоні в його помешканні, Карло Вердоне зустрів під час відвідування квартири її друга, де пізніше відбувалося фільмування сцен кінострічки.
- Роселлу, наречену (пізніше дружину) Серджіо грає Роберта Манфреді[it], дочка відомого актора Ніно Манфреді. За свою кар'єру Роберта знялася лише в семи фільмах, зокрема в культовому «Вбивство на Тибрі» (Assassinio sul Tevere, 1979).[1]
- Болонський пісняр Лучіо Далла, який опікувався музикою для фільму, дуже розлютився на Вердоне, побачивши, що на рекламних плакатах його ім'я було надруковане великими літерами, натомість ім'я режисера Вердоне було написане малими літерами. Однак, після перегляду фільму він був настільки вражений його успіхом, що зняв усі звинувачення.[4]
- Квартира Мануеля Фантоні була справжньою квартирою, де жила Моана (вона знаходилася в районі Портуенсе в Римі), і її використовували в інших фільмах, таких як «Вперед, ти, що прийшов посміятися» (Vai avanti tu che mi vien da ridere) і «Віч-на-віч» (A tu per tu, 1984).[1]

## Нагороди
- 1982 Премія Давида ді Донателло[5]:
  - за найкращий фільм — Карло Вердоне
  - за найкращу головну жіночу роль — Елеонора Джорджі
  - за найкращу чоловічу роль — Карло Вердоне
  - за найкращу чоловічу роль другого плану — Анджело Інфанті[it]
  - найкращому музикантові[it] — Лучіо Далла, Фабіо Лібераторі[it]
- 1982 Премія «Срібна стрічка» Італійського національного синдикату кіножурналістів:
  - найкращій акторці — Елеонора Джорджі
  - за найкращу звукову доріжку[it] — Лучіо Далла, Фабіо Лібераторі[it]
- 1982 Нагорода Всесвітнього Монреальського кінофестивалю:
  - за найкращу жіночу роль — Елеонора Джорджі